# Messier 7
Messier 7 (také M7, NGC 6475 nebo Ptolemaiova hvězdokupa) je jasná otevřená hvězdokupa v souhvězdí Štíra s magnitudou 3,3. Byla známá již ve starověku,
ale poprvé ji zaznamenal až ve 2. století našeho letopočtu řecký astronom Klaudios Ptolemaios. Patří mezi největší a nejjasnější otevřené hvězdokupy na obloze a je viditelná i pouhým okem. V Messierově katalogu je nejjižnějším objektem.

## Pozorování

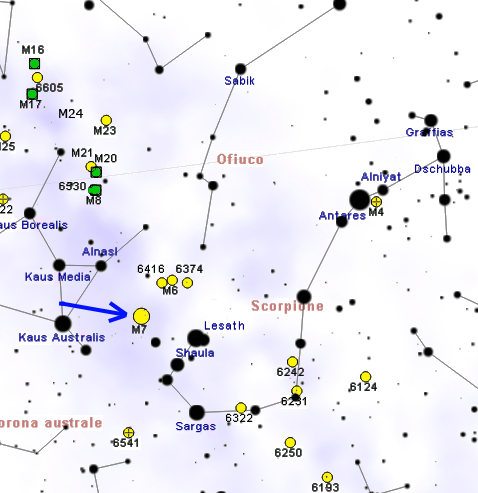
Poloha M 7 v souhvězdí Štíra.

M7 je velmi snadno pozorovatelná hvězdokupa. Na obloze leží severovýchodně od hvězd, které představují ocas souhvězdí Štíra, a díky její velké jasnosti je viditelná i pouhýma očima, a to i pokud je jen nízko nad obzorem. Při pohledu pouhýma očima vypadá jako oválná světlá skvrna, která je nejjasnější uprostřed, kde je možné pod dobrou oblohou rozlišit dvě až tři hvězdy. Malý triedr 8x40 nebo 10x50 ji dokáže úplně rozložit na desítky převážně bílých hvězd šesté až osmé magnitudy. V dalekohledu, zvláště při nízkém zvětšení, vypadá výtečně a na jejím pozadí se ukážou stovky hvězd Mléčné dráhy. Hvězdokupa má velké rozměry, a proto se nedoporučuje používat při jejím pozorování příliš vysoké zvětšení, protože se tím ztrácí celkový pohled na ni.
Hvězdokupu je možné snadno pozorovat i pokud je nízko nad obzorem, ale je potřeba vzít v úvahu, že jde o objekt se středně velkou jižní deklinací, takže v mnoha oblastech Kanady a severní Evropy není vůbec pozorovatelná, v České republice je těžko pozorovatelná a v oblastech Středomoří (v rozmezí 43° až 33° severní šířky) je vidět nízko nad jižním obzorem pouze pár hodin. Naopak na jižní polokouli je M7 jednou z nejlépe viditelných otevřených hvězdokup na obloze. Nejvhodnější období pro její pozorování na večerní obloze je na jižní polokouli od dubna do října, zatímco na severní polokouli je viditelná pouze v letních měsících.

## Historie pozorování
Tuto hvězdokupu znal již Klaudios Ptolemaios, který ji v roce 130 zapsal do svého katalogu nebeských objektů jako mlhavou hvězdokupu, která „následuje osten Štíra.“ Giovanni Batista Hodierna ji pozoroval před rokem 1654 a napočítal v ní 30 hvězd. Pozorovali ji také Edmund Halley, Nicolas-Louis de Lacaille a potom i Charles Messier, který ji 23. května 1764 zapsal do svého katalogu jako sedmou položku s tímto popisem: „hvězdokupa výrazně větší než předešlá (M6). Pouhým okem vypadá jako mlhovina. Je nedaleko od předešlé, mezi lukem Střelce a ocasem Štíra. Průměr 30′.“ John Herschel ji pozoroval z mysu Dobré naděje a jeho popis hvězdokupy byl později zapsán do New General Catalogue.

## Vlastnosti

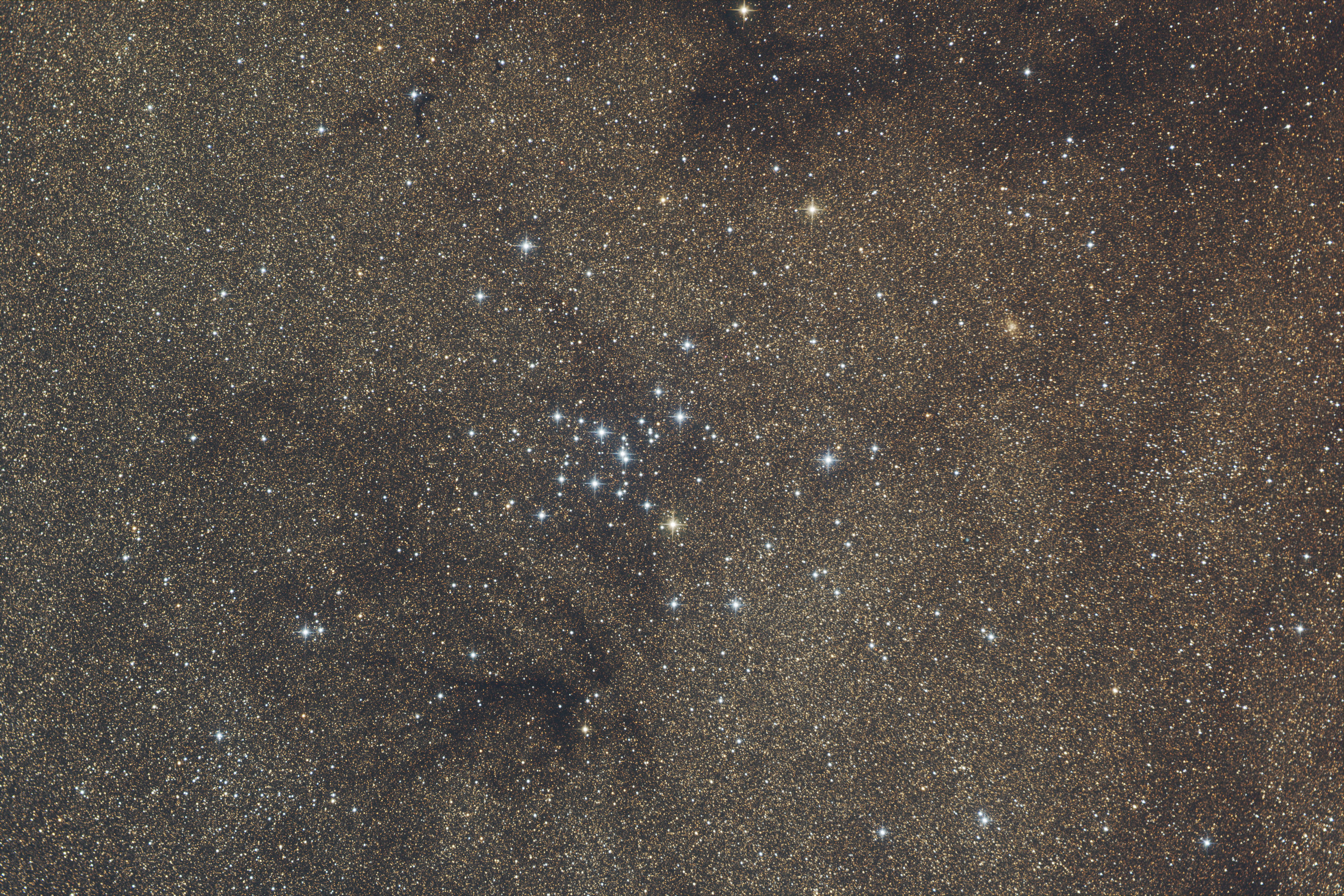
Hloubkový snímek hvězdokupy M7 a bohatého hvězdného pozadí. Autor: Thomas Jäger

M7 je tvořena několika stovkami převážně modrých hvězd, z nichž asi 80 je desáté magnitudy nebo jasnějších. Úhlová velikost hvězdokupy je 80′ (1,3°), takže v uvažované vzdálenosti téměř 1 000 ly má skutečný průměr 25 ly (dřívější odhady uváděly vzdálenost 800 ly a průměr 18 ly). Podle výzkumu provedeného v roce 2009 má hvězdokupa stáří 200 milionů let a metalicitou se podobá Slunci.
Hvězdokupa se ke Slunci přibližuje rychlostí 21 km/s.
Nejjasnějším členem hvězdokupy je žlutý obr spektrálního typu G8, který má hvězdnou velikost 5,6 mag a pod tmavou oblohou je tedy viditelný pouhým okem. Dalšími jasnými členy jsou tři červení obři a několik desítek hvězd typu B a A.
Uvnitř hvězdokupy bylo objeveno několik spektroskopických dvojhvězd s periodou dva až devět dní a několik těsných dvojhvězd. Mezi jejími spektroskopickými dvojhvězdami vyniká zejména HD 162724, což je modrá zákrytová dvojhvězda, jejíž jas kolísá mezi hodnotami 5,96 a 6,43 s periodou 2,78 dne.
Výzkum provedený v rentgenové oblasti spektra pomohl odhalit, že asi padesát členů hvězdokupy patří do třídy F až K0 a asi sedmdesát členů je trpaslíky třídy K a M. Tentýž výzkum také došel k závěru, že některé z hmotných hvězd třídy M7 jsou spojeny se zdroji rentgenového záření. Podle předpokladu by to měly být dvojhvězdy, ve kterých rentgenové záření vychází z druhé méně hmotné hvězdy.
Některé středně hmotné hvězdy v této hvězdokupě se silně odchylují od běžného složení fotosféry. Mají totiž nadbytek některých prvků, jako například chromu a manganu, a hvězdy typu A naopak mají poměrně málo kyslíku a hořčíku. Zatím nebylo vyjasněno, jakým způsobem byl vývoj těchto hvězd ovlivněn.

### Knihy
- O'MEARA, Stephen James. Deep Sky Companions: The Messier Objects. New York: Cambridge University Press, 1998. Dostupné online. ISBN 0-521-55332-6. (anglicky)

### Mapy hvězdné oblohy
- Toshimi Taki. Taki's 8.5 Magnitude Star Atlas [online]. 2005 [cit. 2018-07-12]. Dostupné v archivu pořízeném dne 2018-11-05. (anglicky) - Atlas hvězdné oblohy volně stažitelný ve formátu PDF.
- TIRION, RAPPAPORT, LOVI. Uranometria 2000.0 - Volume II - The Southern Hemisphere to +6°. Richmond, Virginia, USA: Willmann-Bell, inc., 1987. ISBN 0-943396-15-8.
- TIRION, SINNOTT. Sky Atlas 2000.0. 2. vyd. Cambridge, USA: Cambridge University Press, 1998. ISBN 0-933346-90-5.
- TIRION. The Cambridge Star Atlas 2000.0. 3. vyd. Cambridge, USA: Cambridge University Press, 2001. Dostupné online. ISBN 0-521-80084-6.